# Chrysobothris pseudotsugae
Chrysobothris pseudotsugae är en skalbaggsart som beskrevs av Van Dyke 1916. Chrysobothris pseudotsugae ingår i släktet Chrysobothris och familjen praktbaggar. Inga underarter finns listade i Catalogue of Life.